# 1704
1704 (MDCCIV) je bilo prestopno leto, ki se je po gregorijanskem koledarju začelo na torek, po 11 dni počasnejšem julijanskem koledarju pa na soboto.

## Dogodki
- britanska kraljeva vojna mornarica zavzame Gibraltar.

## Smrti
- 28. oktober - John Locke, angleški filozof (* 1632)
- 12. april - Jacques-Bénigne Bossuet, francoski katoliški škof in teolog (* 1627)
- 22. december – Selim I. Geraj, kan Krimskega kanata (*  1631)